# Reithrodontomys montanus
Reithrodontomys montanus es una especie de roedor de la familia Cricetidae.

## Distribución geográfica
Se encuentra en el norte de México y el centro de Estados Unidos. 